# Benjamin Cuche
Benjamin Cuche, né le 27 février 1967 au Pâquier, est un humoriste suisse, membre du duo Cuche et Barbezat, et animateur de spectacles d'improvisation théâtrale.

## Biographie
Benjamin Cuche naît le 27 février 1967 au Pâquier, dans le canton de Neuchâtel. Il est le benjamin d'une famille de quatre enfants, tous des garçons. Son père, Claudy, est agriculteur et comédien amateur. Sa mère, Éliane, née Fischer, est institutrice. Le skieur Didier Cuche est un cousin de la famille.
Alors qu'il se destine à faire du théâtre après une première expérience réussie sur les planches dans son village à l'âge de onze ans, dans une pièce d'Émile Gardaz, son père lui impose une autre formation. Il fait d'abord une année à l'école de commerce en vue de devenir steward, puis obtient un certificat fédéral de capacité d'apprentissage de boulanger-pâtissier,.
Il rencontre son futur complice de scène, Jean-Luc Barbezat, à l'école, à l'âge de six ans,. Ils montent leur premier spectacle en 1982 dans le cadre scolaire et leur première vraie représentation en 1986 à La Chaux-de-Fonds.
En 1995, il bat avec quatre autres comédiens, dont Jean-Luc Barbezat, le record d'improvisation avec un spectacle de 51 heures.
En 2017, il ouvre sa propre école de spectacle, LAFABRIK Cucheturelle, à Vevey, dans le canton de Vaud, où il vit depuis 2000,,.
En 2021, il se brise une vertèbre cervicale lors d'un accident de trapèze à Lausanne.
Il est père de quatre enfants, deux jumeaux nés en 2001 et deux autres garçons nés d'une autre mère, Chloé, en 2008 et 2010.

## Spectacle en solo
2016 : « Tout est prévu », spectacle d'improvisation,